# Callomyia venusta
Callomyia venusta är en tvåvingeart som beskrevs av Snow 1894. Callomyia venusta ingår i släktet Callomyia och familjen svampflugor. Inga underarter finns listade i Catalogue of Life.